# Fördős Dávid
Szenci Fördős Dávid (Ferdős Dávid) (Mezőlak, 1787. december 27. – Nagydorog, 1866. november 11.) református lelkész, költő, Fördős Lajos lelkész édesapja.

## Élete
Fördős János tanító és Lampert Sára fia volt. A pápai református főiskolán tanult, ahol mintegy két évig volt a költészeti osztály tanítója; azután 1811-ben őcsényi iskola-rektor lett, ahonnét 15 hónap múlva Gyönkre hivatott első tanárnak (az akkori beosztás szerint), ahol 1817-ig működött. 1818-ban kőröshegyi lelkész lett, 11 év múlva pedig Nagydorogra költözött. A dunamelléki és dunántúli egyházkerületek, a tolnai traktus tanácsbírói, Tolna megye pedig táblabírói címmel tisztelték meg.

## Munkái
- Tisztelet oltára, melyet emelt Báthory Gábornak püspöki felszentelésekor. Veszprém, 1814.
- Császári kir. főherczeg József Magyarország nádorispánjának és Hermine Anhalt-Bernburg-Schaumburgi fejedelmi herczegasszonynak lakodalmakor való öröm. Pest, 1815. (Költemény.)
- Külömb-külömb-féle versek. Egyszer másszor irogatta, s most közrebocsátja; Gyönkön, I. füzet. Pest, 1817. (Pest, 1818. és II. füzet. Debrecen, 1827. Online) (Ferdős Dávid névvel.)
- Vigasztalások a koporsónál, énekekben. Pécs, 1838.
- Halotti búcsúzó versek. Kecskemét, 1842. (2400 példányban a tolnai egyházvidék egyházi özvegyek és árvák intézetének engedtetett a bejövendő összeg)

Ő adta ki először Kováts József verseit (Pest, 1817.)

### Kéziratban
- Földrajz és történelem versekben, Gray Johanna avagy a vallás győzelme a szereteten angol forrás után versekben.
- Keserv Horváth Ádám halálán. Kőröshegy, 1820.

Ismert egy Erdélyi Jánoshoz írott levele is.